# Vicki Anderson
Vicki Anderson (nascida Myra Barnes, Houston, 21 de novembro de 1939 – 3 de julho de 2023) foi uma cantora de soul melhor conhecida por suas  performances com James Brown. Gravou singles sob seu nome de nascimento bem como com seu pseudônimo. Ela era viúva de Bobby Byrd e mãe de Carleen Anderson.

## Vida e carreira
Anderson nasceu em Houston, Texas e se juntou ao grupo de Brown em 1965, substituindo Anna King e permaneceu por três anos como sua principal vocalista feminina, até ser substituída por Marva Whitney em 1968. Ele voltou ao grupo em 1969 após a saída de Marva, ficando por mais três anos até 1972, sendo substituída por Lyn Collins. Brown afirma em sua autobiografia que Anderson foi a melhor cantora que ele já teve em seu show.
Em 1970 Anderson lançou sua mais famosa canção, o hino feminista "The Message from the Soul Sisters". Um single foi lançado em 1975 pelo selo de Brown, I-Dentify, com versões covers das canções de Rufus, "Once You Get Started" e de Bobby Womack, "Stop On By". Anderson participou da turnê britânica "James Brown Funky People Revue" no final dos anos 1980 assim como com seu esposo  Bobby Byrd (o membro original e fundador dos The Famous Flames), na metade dos anos 1990.
Anderson casou-se com Byrd na metade dos anos 1960, e é mãe de Carleen, que lançou álbuns nos anos 1990.

## Morte
Anderson morreu no dia 3 de julho de 2023, aos 83 anos de idade.